# 나탈리야 사도바
나탈리야 이바노프나 사도바(러시아어: Наталья Ивановна Садова, 1972년 7월 15일 ~ )는 많은 올림픽에 출전한 러시아의 원반던지기 선수이다.
니즈니노브고로드에서 태어난 사도바는 2004년 아테네 올림픽에서 금메달 획득은 물론, 1996년 애틀랜타 올림픽에서 은메달을 따고 2000년 시드니 올림픽에서 4위를 하였다. 도핑 혐의로 2년간 출전 정지를 당한 후, 즉시 2008년 베이징 올림픽에도 나간 그녀는 결승전 진출에 실패하였다.
그녀는 2001년 세계 육상 선수권 대회에서 원래 금메달을 획득하였으나, 카페인 실증으로 박탈당하였다. 후에 도핑에 따른 출전 정지 기간이 끝났지만 2006년 5월 단백동화 스테로이드가 실증되자, 정지를 받아들였다.